# Snowpiercer (serie televisiva)
Snowpiercer è una serie televisiva statunitense prodotta dal 2020 al 2024 per quattro stagioni, e trasmessa in origine sul canale TNT (per le prime tre stagioni) e poi, per la quarta ed ultima, su AMC.
La serie si basa sui fumetti pubblicati nei paesi francofoni a partire dal 1982 con l'opera Le Transperceneige, fumetto postapocalittico creato dagli autori francesi Jacques Lob e Jean-Marc Rochette. Distribuito a livello internazionale col titolo Snowpiercer, il regista sudcoreano premio Oscar Bong Joon-ho, che è produttore esecutivo della serie, vi si è ispirato per realizzare l'omonimo film del 2013 con protagonista Chris Evans. Gli avvenimenti narrati nel pilot si svolgono 8 anni prima di quanto accaduto nel lungometraggio cinematografico.
Il trailer è stato pubblicato il 20 luglio 2019. La serie viene distribuita a partire dal 17 maggio 2020 e si pone in continuità con le altre opere del concessionario, rispettando la cronologia ufficiale della storia. In Italia la serie è stata distribuita dal 25 maggio 2020 su Netflix.

## Trama
Anno 2026. Il mondo è divenuto un immenso deserto di ghiaccio in seguito ad un tentativo fallito di porre rimedio al surriscaldamento globale. Gli unici sopravvissuti si trovano a bordo dello Snowpiercer, un rivoluzionario treno a moto perpetuo che percorre sistematicamente un tragitto completo intorno al mondo. Mentre la vita scorre agiata e nel lusso nei vagoni di testa, in quelli di coda malnutrizione e povertà regnano sovrani, ma la rivolta è dietro l'angolo.

## Episodi
| Stagione         | Episodi | Prima TV USA | Pubblicazione Italia |
| ---------------- | ------- | ------------ | -------------------- |
| Prima stagione   | 10      | 2020         | 2020                 |
| Seconda stagione | 10      | 2021         | 2021                 |
| Terza stagione   | 10      | 2022         | 2022                 |
| Quarta stagione  | 10      | 2024         | inedita              |

## Produzione
La serie è un progetto nato nel 2015 quando ne è stata annunciata la realizzazione da parte di Josh Friedman, già noto per aver creato la serie tv Terminator: The Sarah Connor Chronicles (del 2008), trasmessa dal canale Fox. La storia è una continuazione (ora non più canonica) del blockbuster Terminator 2 - Il giorno del giudizio di James Cameron. Anche la serie Snowpiercer vuole sfruttare l'interesse e popolarità di un lungometraggio di successo quale Snowpiercer di Bong Joon-ho, ma in questo caso Friedman ne concepisce l'antefatto e pone come base per la sua storia anche il materiale originale a fumetti, al quale si è ispirato lo stesso regista coreano per il suo film postapocalittico. Nel novembre del 2016 la produzione della serie sembra concretizzarsi in quanto il canale TNT opziona il pilot, che supera il picking del network. Questo primo episodio pilota è diretto da Scott Derrickson su un soggetto dello stesso Friedman. Nella fase dello sviluppo della serie nascono dissapori creativi con la produzione di TNT e nel 2018 Friedman abbandona la serie, che viene immediatamente affidata a Graeme Manson come showrunner.
In seguito a contrasti tra lo stesso Derrickson e Manson, il progetto viene messo in stasi. L'opera viene salvata in quanto il gruppo di cui fa parte il canale, ovvero la WarnerMedia, viene acquisita nel 2018 dalla AT&T e i nuovi vertici del gruppo decidono di mantenere in produzione Snowpiercer per farla debuttare sul canale TBS, sempre di loro proprietà e che necessita di un rilancio. Si sarebbe trattato infatti della prima serie dramma originale trasmessa dalla TBS. Il GM Brett Weitz dichiara che si tratta del perfetto show per lanciare la rete nel competitivo mercato dei tv drama, aggiungendo: «Crediamo nella longevità della serie e che gli spettatori saranno affascinati dal fantastico (e distopico) mondo che porta alla luce questioni sociali, politiche e ambientali di tale rilevanza». Tuttavia a settembre 2019 la rete torna sui suoi passi, riprogrammando la messa in onda della serie su TNT .
Il 16 giugno 2020 Netflix conferma la produzione di una seconda stagione, uscita il 26 gennaio 2021. In seguito, la serie viene rinnovata anche per una terza e una quarta stagione.
Mentre la terza stagione è stata trasmessa tra gennaio e marzo 2022, la quarta, sebbene fosse stata girata completamente ed era dunque pronta per la messa in onda, non viene più trasmessa, poiché a gennaio 2023 TNT decide di rimuoverla dai suoi palinsesti, offrendola in vendita al miglior offerente assieme a tutte le stagioni precedenti. Il 14 marzo 2024 viene annunciato che l'emittente televisiva statunitense AMC ha acquistato l'intera serie, organizzandosi in modo tale da proporre le prime tre stagioni sul suo servizio di streaming AMC+ a fine anno e da trasmettere per la prima volta in onda la quarta stagione a inizio 2025.
Contrariamente a quanto stabilito in origine, il 7 maggio 2024 AMC annuncia che la prima e la seconda stagione saranno pubblicate su AMC+ il 1º giugno dello stesso anno, mentre la terza arriverà l'8 giugno. Inoltre, l'emittente ha anche annunciato che la messa in onda della quarta stagione avrà inizio a partire dal 21 luglio, con annessa pubblicazione graduale degli episodi sempre su AMC+.

## Riconoscimenti
- Critics' Choice Super Awards[13][14]
  - 2021 – Miglior attore in una serie d'azione a Daveed Diggs
  - 2021 – Candidatura per la miglior attrice in una serie d'azione a Jennifer Connelly
  - 2021 – Candidatura per la miglior attrice in una serie d'azione a Alison Wright

## Cronologia
Ad aprile 2020, il distributore dei fumetti di Snowpiercer per il mercato anglofono (Titan Comics) ha diffuso in accordo con TNT la cronologia ufficiale degli eventi che vanno a comporre la saga multimediale ideata dal duo Lob-Rochette. La storia si compone degli avvenimenti narrati attraverso i fumetti (6 graphic novel, dal 1982 al 2019), un film cinematografico (del 2013) e una serie televisiva (dal 2020).
La serie televisiva del canale TNT si colloca sette anni dopo l'evento che ha scatenato l'inizio di una nuova era glaciale sulla Terra, quindi otto anni prima degli gli eventi del film che si svolge quindici anni dopo il cambiamento climatico del Pianeta. Questo pone il lungometraggio subito dopo gli eventi narrati nella graphic novel originale (del 1982) distribuita dalla Titan col titolo Snowpiercer: The Escape, ma prima delle due opere sequel, intitolate The Explorers e Terminus. Queste tre prime opere vanno a comporre quella che viene riconosciuta come la trilogia originale di Snowpiercer. A questa ha fatto seguito una trilogia prequel alla quale segue la serie televisiva, che si colloca quindi prima dell'opera originale a fumetti The Escape.